# Cantonul Moulins-Engilbert
Cantonul Moulins-Engilbert este un canton din arondismentul Château-Chinon (Ville), departamentul Nièvre, regiunea Burgundia, Franța.

## Comune
| Comune                 | Populație (1999) | Cod poștal | Cod INSEE |
| ---------------------- | ---------------- | ---------- | --------- |
| Isenay                 | 126              | 58290      | 58135     |
| Maux                   | 143              | 58290      | 58161     |
| Montaron               | 168              | 58250      | 58173     |
| Moulins-Engilbert      | 1 685            | 58290      | 58182     |
| Onlay                  | 164              | 58370      | 58199     |
| Préporché              | 210              | 58360      | 58219     |
| Saint-Honoré-les-Bains | 846              | 58360      | 58246     |
| Sermages               | 225              | 58290      | 58277     |
| Vandenesse             | 346              | 58290      | 58301     |
| Villapourçon           | 457              | 58370      | 58309     |